# سيرجيو فرانزوي
سيرجيو فرانزوي (10 يوليو 1929 - 16 فبراير 2022) كان رسامًا إيطاليًا ومعلمًا، واحدًا من آخر ممثلي التيار البندقي لما بعد التعبيرية في إيطاليا.
تدرب، مثل الفنانين الآخرين، في المعارض الجماعية لمؤسسة بيفيلاتكوا لا ماسا في البندقية. من الواقعية الأولى في الخمسينيات، قام بتطوير إعادة تفسير شخصية متزايدة للتعبيرية، وصل إلى النقطة، بعد عشرين عامًا من النشاط، حيث قام برسم ليس فقط للمواضيع البشرية ولكن أيضًا لأشكال بيولوجية. كانت الأعمال الأولى المقدمة في المعارض الجماعية تتميز بالمواضيع النمطية لتلك السنوات. مع التحول من مشاهد العمل ذات الطابع الاجتماعي ("بيشيريتشي"، 1948، "بيسكاتوري"، 1952)، انتقل التركيز إلى المناظر والمناظر الطبيعية ("كالدوناتزو"، 1949، "كاباني سولا سبياجيا"، 1950، "كازيه آ بورانو"، 1953، "بايساجيو دي مارغيرا"، 1953، و "بايساجيو دي مالاموكو"، 1953). كانت أعماله في السنوات التالية مميزة بالاستكشافات الرفيعة والأنيقة للعاريات الإناث؛ تتجمع العلامات والألوان المميزة في أعماله لإعادة اكتشاف الجسم البشري كنوع من المناظر الطبيعية. من عام 1948 حتى العقد الأول من الألفية الجديدة، شارك في معارض إقليمية ووطنية ودولية، حيث حصل على جوائز متنوعة. تعرض أعماله اليوم في معارض فنية عامة وخاصة، سواء في إيطاليا أو في الخارج.    

## مقالات ذات صلة
- مؤسسة كويريني ستامباليا
- التعبيرية (حركة فنية)

## الأعمال في المجموعات
- "عشاق"، زيت على قماش، 75 × 100 سم، القرن العشرين، A0355، مؤسسة متاحف البندقية - كا' بيزارو، المعرض الدولي للفن الحديث؛ [5][6]
- "بعد الكارثة"، زيت على قماش، القرن العشرين، 127 × 151 سم، BA0424، مؤسسة متاحف البندقية - كا' بيزارو، المعرض الدولي للفن الحديث؛ [7]
- "المهرج"، زيت على قماش، القرن العشرين، 72 × 72 سم، BA0377، مؤسسة متاحف البندقية - كا' بيزارو، المعرض الدولي للفن الحديث؛ [8][9]
- "المنظر"، زيت على قماش، القرن العشرين، 74 × 89 سم، BA0531، مؤسسة متاحف البندقية - كا' بيزارو، المعرض الدولي للفن الحديث؛ [10][11]
- "المنظر من مارجيرا"، زيت على قماش، 75 × 70 سم، القرن العشرين، BA0156، مؤسسة متاحف البندقية - كا' بيزارو، المعرض الدولي للفن الحديث؛ [12]